# Ácido glutárico
El ácido glutárico es un ácido dicarboxílico de cadena lineal cuya fórmula molecular es C5H8O4.
El ácido glutárico se produce de forma natural en el cuerpo durante el metabolismo de algunos aminoácidos (como lisina y triptófano). Los defectos en esta vía metabólica puede conducir a un trastorno llamado aciduria glutárica, donde ciertos subproductos tóxicos se acumulan y pueden causar encefalopatía grave.

## Síntesis
El ácido glutárico se pueden preparar mediante la apertura de anillo de butirolactona con cianuro de potasio para dar una mezcla de carboxilato de potasio-nitrilo que se hidroliza para dar el diácido. Alternativamente, la hidrólisis, seguida de la oxidación de dihidropirano, da el ácido glutárico. También se puede preparar a partir de la reacción de 1,3-dibromopropano con sodio o cianuro de potasio para obtener el dinitrilo, seguido de hidrólisis.

## Usos
El 1,5-pentanodiol, un plastificante bastante común, y precursor de poliésteres, es fabricado por hidrogenación de ácido glutárico y sus derivados.